# Маджму ат-Таварих
Маджму ат-Таварих (перс. مجموع التواريخ‎ — «Собрание историй») — сочинение на персидском языке написанное в XVI веке в Фергане муллой Сайф ад-Дином Аксикенди.
Основной сюжетной канвой сочинения служат жизнеописания касанских и ширкентских шейхов, в связи с которыми изложены события военной истории, сообщения о киргизских племенах, предания, и несколько эпизодов киргизского эпоса Манас.

## История создания
Маджму ат-Таварих было написано по просьбе Сейид Джалал ад-Дина Касани, который считался отцом известного в Средней Азии Махдуми Азама (1461—1542), крупнейшего теоретика и шейха учения Накшбандия.
Сайф ад-Дин Аксикенди, сын дамуллы Шах Аббаса, умер, не окончив книги, и ее написание было завершено его сыном Навруз-Мухаммадом.

## Рукописи и переводы
Известны три списка этого сочинения, которые по почерку и внешним признакам датируются концом XVIII — первой половиной XIX века. Один из них хранится в ЛО ИВ РАН, другой в Восточном отделе библиотеки СПбГУ, третий был обнаружен в Бишкеке. Списки эти в основном идентичны, имеющиеся в них разночтения относятся преимущественно к написанию географических названий и имен исторических и легендарных персонажей.
В 1973 году В. А. Ромодин издал перевод отрывков из Маджму ат-Таварих в сборнике «Материалы по истории киргизов и Киргизии». В 1996 году Маджму ат-Таварих был переведен полностью на киргизский язык О. Соороновым и М. С. Досболовым на основе бишкекского списка.

## Значение
Маджму ат-Таварих не дает достаточно надежной базы для установления точной хронологии сражений и походов или определения точных дат рождения и смерти упоминаемых в тексте шейхов, ханов и военачальников. В сочинении, в форме легенды, в общих чертах отражены некоторые стороны исторического прошлого киргизов в XIV—XV вв. (в частности, их борьба против нашествий ойратов), многие этапы которого еще мало исследованы и плохо освещены другими введёнными в научный обиход источниками.
Историко-этнографические данные, хотя и приведенные в источнике в легендарных рассказах, отражают в какой-то мере родоплеменную структуру, существовавшую у киргизов в прошлом (XV—XVI века), и народные представления о происхождении основных ветвей киргизской народности, степени близости отдельных племен друг к другу и т. д. Эти данные были сопоставлены с собранным этнографами материалом, характеризующим родоплеменную структуру киргизов, и с позднейшими записями народных преданий о происхождении отдельных киргизских племен и их групп. Видный этнограф С. М. Абрамзон, отмечал ценность источника с точки зрения наличия в нём историко-этнографических данных о киргизской родоплеменной структуре и видел в нем доказательство глубокой традиционности генеалогических представлений киргизов. Следующие санжыра публиковались только в XIX—XX вв.